# Alcyonidium antarcticum
Alcyonidium antarcticum är en mossdjursart som beskrevs av Campbell Easter Waters 1904. Alcyonidium antarcticum ingår i släktet Alcyonidium och familjen Alcyonidiidae. Inga underarter finns listade i Catalogue of Life.